# بوينغ سونيك كروزر
كانت طائرة بوينغ سونيك كروزر عبارة عن طائرة ركاب نفاثة ذات تصميم جناح دلتا. تميزت عن الطائرات التقليدية بجناحها وسرعة الطيران العالية التي تصل إلى ماخ 0.98 . اقترحتها بوينغ لأول مرة في عام 2001، لكن شركات الطيران فضلت عمومًا تكاليف التشغيل المنخفضة على السرعة العالية. أنهت شركة بوينغ مشروع سونيك كروزر في ديسمبر 2002 وتحولت إلى الطائرة الأبطأ (ماخ 0.85)، ولكنها أكثر كفاءة في استهلاك الوقود من طراز 7E7 (سميت لاحقًا باسم طائرة الأحلام بوينغ 787).

## التصميم والتطوير
ولدت سونيك كروزر من أحد مشاريع البحث والتطوير العديدة التي بدأت في التسعينيات في بوينغ بهدف النظر في التصميمات المحتملة لطائرة جديدة محتملة قريبة من الصوت أو أسرع من الصوت.   تم الكشف عن سونيك كروزر علنًا في 29 مارس 2001،  بعد وقت قصير من إطلاق طائرة A380 من قبل شركة إيرباص المنافسة. سحبت بوينغ مشتقها المقترح 747X من المنافسة مع A380 عندما لم يكن هناك اهتمام كافٍ من مختلف شركات الطيران،  وبدلاً من ذلك اقترحت سونيك كروزر كنهج مختلف تمامًا.  بدلاً من السعة الهائلة لطائرة A380 ، والتي تتطلب وجهات ذات الطلب، تم تصميم سونيك كروزر للتنقل السريع من نقطة إلى نقطة لـ 200 إلى 250 راكبًا. ذكر النقاد أن بوينغ قد حددت توقيت إعلانها في محاولة لصرف الانتباه عن إطلاق A380. 
براءة اختراع بوينغ عام 2001  فصلت عرض مفاهيم جناح دلتا التي تمت دراستها، والتي تضمنت متغيرًا أسرع من الصوت بأربعة محركات قادرة على الطيران بسرعة ماخ 1.5 إلى 3.0،  ذيل مختلف، وموقع المحركات، وتكوينات المدخل والمخرج،  طائرات رجال الأعمال الصغيرة الأسرع من الصوت ودون سرعة الصوت،  وما أسمته بوينغ بالنظام «المعياري»، حيث يمكن تغيير سرعة الانطلاق من الأسرع من الصوت إلى الشبه صوتيه من خلال أنف قابل للتبديل؛  «سونيك كروزر» كانت البديل شبه الصوتي. تم إرجاع الأصل إلى عام 1995، بتشكيل فريق إستراتيجي لعملية إنشاء الطائرة الداخلية، والذي صمم طائرة تحمل اسم «بروجكت جلايشر» والتي تشبه إلى حد كبير رسومات سونيك كروزر الأولية بحلول خريف 2000.  في أوائل عام 2001، بدأ الرئيس التنفيذي لشركة بوينغ ألان مولالي في نشر التصميم بشكل خاص للعملاء المحتملين، مروجًا سرعته المحسنة بكفاءة مماثلة للتصميمات الحالية. 
كان دون كارتي (أمريكان إيرلاينز) والسير ريتشارد برانسون (فيرجن أتلانتيك) متحمسين علنًا لسونيك كروزر، وتوقع برانسون تقديم طلب مبدئي من ثلاث إلى ست طائرات في مايو 2001.  أعقب إعلان 29 مارس 2001 حدث إعلامي أكبر في معرض باريس الجوي في 19 يونيو، حيث أشاد المستقبلي جون نايسبيت ومولالي بالمفهوم، وكشف النقاب عنه باعتباره1⁄40نموذج.  أدرجت بوبيولار ساينس المركبة سونيك كروزر في قائمتها لأفضل ما هو جديد في عام 2001.

### التكوينات
واصلت بوينغ تعديل التصميم حتى صيف عام 2001.  كانت الرسومات الأولية التي تم إصدارها للجمهور تخمينية للغاية. وضع رسم براءة بوينغ في أوائل عام 2001 أبعاد خط الأساس للطائرة عند حوالي 250 قدم (76 م) في الطول، وطول جناحيها 164.9 قدم (50.3 م) .  مع جناح دلتا وترتيب الخنادق، والطيران أقل بقليل من سرعة الصوت عند ماخ 0.95-0.98 (حوالي 650 ميل في الساعة (1,050 كم/س) على ارتفاع)، وعدت سونيك كروزر بسرعة أسرع بنسبة 15-20 ٪ من الطائرات التقليدية دون التلوث الضوضائي الناجم عن دوي اختراق حاجز الصوت من السفر الأسرع من الصوت. على سبيل المثال، كان من المتوقع أن تكون رحلة باستخدام طائرة سونيك كروزر من لندن إلى سنغافورة أقصر بساعتين من رحلة تستخدم طائرة تقليدية. بالإضافة إلى ذلك، كان من المتوقع أن تفي ضوضاء الهبوط والإقلاع بمتطلبات المرحلة 4. تم تصميم الطائرة للطيران على ارتفاعات تزيد عن 40,000 قدم (12,000 م) لتجنب الحركة الجوية الحالية، بمدى يتراوح بين 6,000 و 10,000 ميل بحري (11,000 و 19,000 كـم). قدّرت شركة بوينغ أن كفاءة استهلاك الوقود في سونيك كروزر ستكون قابلة للمقارنة مع أفضل أداء للطائرات ذات الجسم العريض ذات المحركين في عام 2002 على أساس كل راكب.
تعتزم شركة بوينغ استخدام المواد المركبة والتيتانيوم المتقدمة لتقليل الوزن وزيادة تحسين كفاءة الوقود. من أجل بناء طائرة تجارية بنجاح بمحتوى عالٍ من المواد المتقدمة (من المتوقع أن يكون 60-70٪ من هيكل الطائرة بالوزن)، قامت بوينغ بتشكيل تحالف من الشركاء الدوليين من ذوي الخبرة في مجال هياكل الطائرات. بحلول نهاية عام 2001، تم تطبيق هذه المواد على طائرة في مشروع يلوستون، وهو مشروع منافس يستخدم تصميمات الطائرات الأكثر تقليدية. هذه الطائرة، التي تم تصميمها تحت يلوستون كبديل للطائرة 757/767، تم الإعلان عنها لاحقًا باسم 7E7 ، مع الحرف "E" الذي يرمز إلى كلمة «كفاءة» بالإنجليزية "Efficient". كنموذج مرجعي أساسي باستخدام مواد متقدمة، سيستهلك الطراز 7E7 المقترح وقودًا أقل بنسبة 10٪ من سونيك كروزر، و 17-20٪ أقل من 767-300.
كان فريق التصميم في بوينغ يضع اللمسات الأخيرة على تكوين سونيك كروزر طوال عام 2002.   تم استخدام اختبار نفق الرياح وتحليل ديناميكيات السوائل الحسابية لتحسين تصميم سونيك كروزر. استنادًا إلى العمل الفني الذي أصدرته شركة بوينغ في يوليو 2002، أصبحت الطائرة سونيك كروزر الآن ذات ذيل عمودي أطول مع عدم وجود عيب داخلي، وتم ضبط الكانارد الأمامي عند صفر درجة ثنائية السطوح. بحلول ذلك الوقت، تم تطوير ثلاثة تصميمات مختلفة: كان أحدها هو التصميم الأصلي لجناح كانارد-دلتا، واثنان كانا أكثر تقليدية تصميمات أجنحة منتصف جسم الطائرة من أجل التوافق بشكل أفضل مع معدات الطرق النفاثة الموجودة في المطار، على الرغم من أن هذين التصميمين كانا غير قادرين على تقدم نفس أداء التكوين الأصلي. 

### الإلغاء والبحث اللاحق
في النهاية، فضلت معظم شركات الطيران انخفاض تكاليف التشغيل على الزيادة الهامشية في السرعة، ولم يجذب المشروع الاهتمام الذي كانت بوينغ تأمل فيه.  في بعض الحالات، قد تؤدي السرعة المتزايدة إلى تعقيدات تشغيلية؛ يمكن أن تصل الطائرات إلى المطارات قبل انتهاء حظر التجوال الصباحي. انخفض الطلب على السفر الجوي بشكل كبير بعد هجمات 11 سبتمبر، وبدأت بوينغ في الإعلان عن مشروع يلوستون للعملاء المحتملين لأول مرة في فبراير ومارس 2002.  كان برانسون، وهو من أوائل المؤيدين لـ سونيك كروزر، متشككًا علنًا في آفاق الطائرة بحلول يوليو 2002: «ما لم يتم بناء المزيد من المدارج، فإن سونيك كروز ستكافح لأن شركات الطيران لن يكون لديها فتحات لاستخدام الطائرة.»  لم يعطي أي من المشغلين المحتملين الأولوية لتحسين سرعة الطائرة في اجتماع مع بوينغ عقد في أكتوبر 2002. 
تم التخلي عن مشروع سونيك كروزر أخيرًا بحلول ديسمبر 2002 لصالح مشروع Yellowstone / 7E7 الأبطأ ولكن الأكثر كفاءة في استهلاك الوقود (أعيدت تسميته لاحقًا طائرة الأحلام بوينغ 787).    تم تطبيق الكثير من أبحاث سونيك كروز على 787، بما في ذلك البوليمر المدعم بألياف الكربون لجسم الطائرة والأجنحة، والمحركات الخالية من النزيف، وقمرة القيادة وتصميم إلكترونيات الطيران.
في عام 2010، نشرت شركة بوينغ ورقة تشرح بالتفصيل عدة مفاهيم لطائرة أسرع من الصوت مع انخفاض عدد الركاب، مستمدة عملها مع سونيك كروزر وعمل ناسا السابق على مفهوم النقل المدني عالي السرعة (HSCT). تضمنت المفاهيم، التي تم تطويرها بموجب منحة من وكالة ناسا، 765-072B (ما يقرب من 100 راكب بطيران بسرعةماخ 1.6-1.8)، وطائرة أعمال أصغر 765-076E (30 راكبًا، ماخ 1.6)، وطائرة أكبر 765-107B ، الملقب بـ «آيكون-II» (120 راكبًا، ماخ 1.8). كل التصميمات كان نطاقها أقل من 6,000 ميل بحري (11,000 كـم) .
في 16 أبريل 2012، نشرت شركة بوينغ طلبًا للحصول على براءة اختراع لتكوين طائرة مشابه لتكوين سونيك كروزر؛ تم منح براءة الاختراع في عام 2014.

### فهرس
- هاينجي، مايكل. «مستقبل سونيك؟». بوينغ الأجسام العريضة . MBI ، 2003.(ردمك 0-7603-0842-X)رقم ISBN 0-7603-0842-X .

## روابط خارجية
- بوينغ سونيك كروزر على يوتيوب ، كشف النقاب عنها آلان مولالي في معرض باريس الجوي في 19 يونيو 2001
- «بوينغ سونيك كروزر ستغير الطريقة التي يطير بها العالم» . بوينغ، 19 يونيو 2001.
- «نموذج اختبار بوينغ سونيك كروزر جسم الطائرة» . بوينغ، 24 يوليو 2002.
- «خطوات عملاقة على الطراد الصوتي» . سياتل بي 4 نوفمبر 2001.
- direct PDF